# Einar Örn Jónsson
Einar Örn Jónsson (* 28. Dezember 1976 in Reykjavík) ist ein ehemaliger isländischer Handballnationalspieler. Der Rechtsaußen spielte in Deutschland für die SG Wallau/Massenheim und GWD Minden in der Bundesliga.

## Laufbahn
Einar Örn Jónsson begann das Handballspielen in seiner isländischen Heimat bei Valur Reykjavík und spielte von 2000 bis zu seinem Wechsel 2002 nach Deutschland zur SG Wallau/Massenheim bei Haukar Hafnarfjörður. Da Wallau/Massenheim aufgrund eines Insolvenzantrages keine Lizenz für die Bundesliga-Saison 2005/06 erhielt, wechselte er zu CB Torrevieja in die spanische Liga ASOBAL und kehrte ein Jahr später nach Deutschland zurück und unterschrieb bei GWD Minden einen Zwei-Jahres-Vertrag. Nach Vertragsende spielte er wieder für Haukar Hafnarfjörður und beendete 2011 seine Handballkarriere. Mit Haukar gewann er 2009 sowie 2010 die isländische Meisterschaft.
Mit der isländischen Nationalmannschaft nahm Einar an vier Weltmeisterschaften (2001, 2003, 2005 und 2007), zwei Europameisterschaften (2002 und 2004) sowie den olympischen Spielen 2004 teil. Eine Medaille konnte er in dieser Zeit jedoch nicht erringen. Insgesamt absolvierte er 122 Länderspiele, in denen er 253 Tore erzielte.

## Privates
Einar Örn Jónsson hat an der Universität Island Politik- und Kommunikationswissenschaften studiert und begann nach seiner Handballkarriere als Sportreporter beim isländischen Fernsehsender RÚV zu arbeiten. Seit Oktober 2014 ist er dort auch Sportchef.
Am 31. Dezember 2002 heiratete er seine Lebensgefährtin Birna Ósk Hansdóttir. Das Paar lebt heute mit Tochter Elísabet Ása und Sohn Agnar Daði in Reykjavík.